# 尤尼昂鎮區 (伊利諾伊州富爾頓縣)
尤尼昂鎮區（英語：Union Township）是位於美國伊利諾伊州富爾頓縣的一個行政鎮區。

## 地方資料
根據2010年美國人口普查的數據，尤尼昂鎮區的面積為94.80平方千米，當中陸地面積為94.70平方千米，而水域面積為4.10平方千米。當地共有人口951人，而人口密度為每平方千米10.03人。